# Instytut Psychologii Uniwersytetu Zielonogórskiego
Instytut Psychologii Uniwersytetu Zielonogórskiego – jeden z 4 instytutów Wydziału Nauk Społecznych Uniwersytetu Zielonogórskiego. 

## Władze Instytutu
W kadencji 2020–2024:
| Stanowisko         | Imię i nazwisko             |
| ------------------ | --------------------------- |
| Dyrektor           | dr hab. Iwona Grzegorzewska |
| Zastępca Dyrektora | dr Anna Góralewska-Słońska  |

## Struktura organizacyjna
| Jednostka                                               | Kierownik                                |
| ------------------------------------------------------- | ---------------------------------------- |
| Pracownia Metodologii Badań Psychologicznych            | dr Łukasz Wojciechowski                  |
| Zakład Psychologii Edukacyjnej i Wychowawczej           | dr hab. Zdzisława Janiszewska-Nieścioruk |
| Zakład Psychologii Klinicznej i Psychopatologii Rozwoju | dr hab. Iwona Grzegorzewska              |
| Zakład Psychologii Osobowości                           | dr hab. Bożena Janda-Dębek               |
| Zakład Psychologii Poznawczej                           | dr hab. Adrianna Grabizna                |
| Zakład Psychologii Pracy i Zarządzania                  | dr hab. Tatiana Ronginska                |
| Zakład Psychologii Rozwoju Człowieka                    | dr hab. Ludwika Wojciechowska            |
| Pracownia Psychologii Społecznej                        | dr hab. Alicja Kuczyńska                 |
| Pracownia Psychologii Rodziny                           | dr Marzanna Farnicka                     |